# Карл Гуфкенс
Карл Гу́фкенс (нід. Carl Hoefkens, нар. 6 жовтня 1978, Лір, Бельгія) — бельгійський футболіст, що грав на позиції захисника. По завершенні ігрової кар'єри — тренер. З травня 2022 року очолює тренерський штаб команди «Брюгге».

## Титули і досягнення
Гравець
- Чемпіон Бельгії (1):

«Льєрс»: 1996–97
- Володар Кубка Бельгії (2):

«Льєрс»: 1998–99
«Беєрсхот»: 2004–05
- Володар Суперкубка Бельгії (2):

«Льєрс»: 1997, 1999
Тренер
- Володар Суперкубка Бельгії (1):

«Брюгге»: 2022